# 小行星9008
小行星9008（9008 Bohšternberk）是一颗绕太阳运转的小行星，为主小行星带小行星。该小行星被Antonín Mrkos于1984年1月27日发现。

## 轨道参数
小行星9008的轨道半长轴为2.1767126 UA，离心率为0.107。
| 前一小行星： 小行星9007 | 小行星列表 | 後一小行星： 小行星9009 |